# هتل تروپیک اینن
هتل تروپیک اینن (به انگلیسی: The Tropic Inn Hotel) یک هتل می باشد که در حومه دهیوالا-ماونت لاوینیا سری‌لانکا واقع شده است. 